# 카를 메자니
카를 메자니(아랍어: كارل مجاني, 프랑스어: Carl Medjani, 1985년 5월 15일 ~ )는 알제리의 전 축구 선수로, 과거 센터백, 수비형 미드필더으로 뛰었다.